# Alessandro Venturella
Alessandro Venturella (12. dubna 1984, Velká Británie) je britský baskytarista metalové skupiny Slipknot a kytarový technik, pocházející z Velké Británie, s italskými kořeny. Dříve hrál v metalových kapelách Krokodil a Cry For Silence na pozici sólového kytaristy.
Venturella se do kapely Slipknot dostal na vlastní doporučení. Jim Root mu volal, když byl kytarovým technikem pro Slipknot, jestli neví o nějakém baskytaristovi, který by nahradil zesnulého Paula Graye a on doporučil sám sebe. Jeho debutovým vystoupením byl videoklip k písni „The Devil in I“, kde ho fanoušci ihned poznali podle tetování. V květnu roku 2015 kytarista James Root v rozhovoru pro Ultimate-Guitar potvrdil, že je oficiálním členem Slipknot.